# 古典拉丁語
古典拉丁語是盛行於公元前1世紀至公元2世紀的拉丁语，為罗马共和国末期和羅馬帝國早期的官方語言與標準語。古典拉丁语由古体拉丁语演化而来，在公元3世纪后演化成晚期拉丁语。
古典拉丁语兴起的時期大致相當於拉丁語文學史上的黃金時代（前90年～公元14年屋大維去世），拉丁語已經形成有統一規範的標準語，詞彙豐富，句法完善，表現力強。在古典拉丁語，C和G總是發 [k] 和 [g] 的音，和現代的羅曼語族諸語言有所不同，法語、西班牙語，葡萄牙語幾乎以C來取代K字母，可以說仍然保留了相當程度的古典拉丁文特色。

## 古典拉丁語歷史

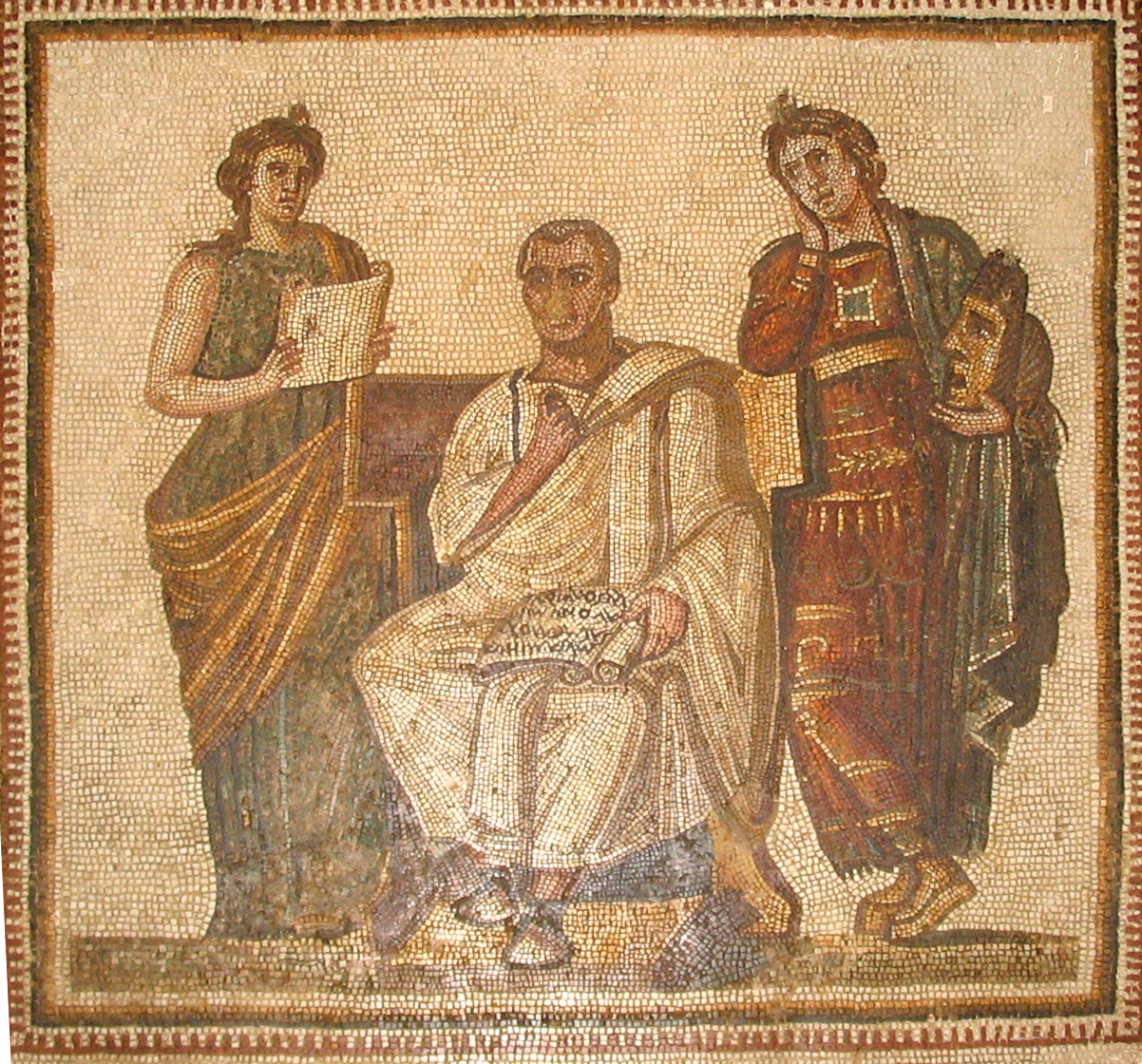
一幅公元3世纪时的镶嵌画。画中维吉尔坐在克利俄和墨尔波墨涅之间。来自哈德卢密塔姆（今突尼斯的苏塞）。维吉尔被誉为古罗马最伟大诗人，他的《埃涅阿斯记》长达十二册，是代表着罗马帝国的巨著。

古典拉丁语（前80年～公元1世纪，即共和晚期至帝国初期）大致相当于拉丁语文学史上的黄金时代（前90年～公元14年，即屋大维逝世時）。在此时期，拉丁语已经形成有统一规范的标准语，词汇丰富，句法完善，表现力强。
古典拉丁语的主要代表人物有：
- 西塞罗（前106年～前43年）——曾任执政官、作家、演说家。著有《论演讲术》、《论共和国》、《反腓力辞》（14篇演说）、长诗《我的执政》和《我的时代》，另遗下书信900多封。
- 凯撒（前102或100年～前44年）——曾任执政官、军事家、演说家，散文作家。著有《高卢战记》等，其著作和演说皆有文学价值。
- 内波斯（C.Nepōs，前99～前24年）——史学家，传记传记。著有《名人传》、《年代学》、《轶事集》等。
- 卢克莱提乌斯（T.Lūcrētius，前96?～前55年）——著有长诗《物性论》（Dē Rērum Nātūrā）和许多哲学论文。
- 萨卢斯特（G.Sallustius.C，前86～前35或34年）——政治家，历史学家。著有《喀提林战争》、《朱古达战争》、《历史》（仅存残篇）。
- 卡图卢斯（G.Catullus，约前84～约前54年）——抒情诗人。作品曾在2～13世纪失传，手稿在13世纪为人发现，流传下来的有116首诗。
- 维吉尔（P.Vergilius.M.，前70～前19年）——诗人。著有民族史诗《埃涅阿斯记》（12卷）和牧歌多首。
- 贺拉斯（Q.Horātius F.，前70～前19年）——诗人。著有《讽刺诗集》、《长短句集》、《歌集》（4卷）、《书札》（多卷，其中第3卷通称《诗艺》）。
- 李维（T.Līvus，前59～17年）——历史学家。著有《罗马史》（142卷）。
- 奥维德（P.Ovidius N.，前43～前18年）——诗人。著有《爱情诗》（5卷）、《变形记》（15卷）、《岁时记》（12卷）等。

这些代表人物反映的古典拉丁语，成为后世欧洲学校的必修科目和学术界研究的主要对象。